# Cry for a Shadow
Singles de The Beatles with Tony Sheridan
My Bonnie / The Saints Ain't She Sweet / Take Out Some Insurance on Me, Baby (RU)
 ou Nobody's Child (ÉU)
Pistes inédites de Anthology 1
Ain't She Sweet Searchin'
Cry for a Shadow (le titre initial était Beatle Bop) est un titre de rock instrumental des Beatles enregistré le 22 juin 1961 à la Friedrich-Ebert-Halle de Hambourg-Harbourg en Allemagne de l'Ouest lors de la séance où ils accompagnaient le chanteur Tony Sheridan sur quelques titres. Écrit par George Harrison et John Lennon, le morceau se présente comme un pastiche du style des Shadows. Sortie sur un E.P. français en 1962 et, deux ans plus tard en Allemagne de l'Ouest et ailleurs, en single et sur l'album The Beatles' First !, cette chanson sera ultimement placée sur le disque Anthology 1 en 1995.

## Historique

### Composition
Les Shadows, qui accompagnaient Cliff Richard, étaient, à l'époque, le plus important groupe britannique de rock instrumental. Les Beatles jouaient déjà leur tube Apache et voulaient apprendre le nouveau « hit », la chanson Man of Mystery. Lors d'un de leurs séjours à Hambourg, fin 1960, n'ayant jamais entendu cette chanson, ils demandent à Rory Storm de la fredonner mais ce dernier ne la connaît pas très bien. Entre la démonstration malhabile de Storm et les improvisations de Harrison et Lennon, le titre Beatle Bop est né. Le jeu de Harrison imite le touché typique de Hank Marvin, le leader des Shadows, le jeu de basse est similaire à celui de Jet Harris et il y a même une imitation de son célèbre hurlement durant le pont. C'est le seul titre des Beatles à être crédité Harrison/Lennon.

### Enregistrement
Ce pastiche du style des Shadows fera partie du répertoire du groupe lorsqu'ils retournent en Allemagne dans les mois suivants, accompagnant quelquefois leur compatriote Tony Sheridan.

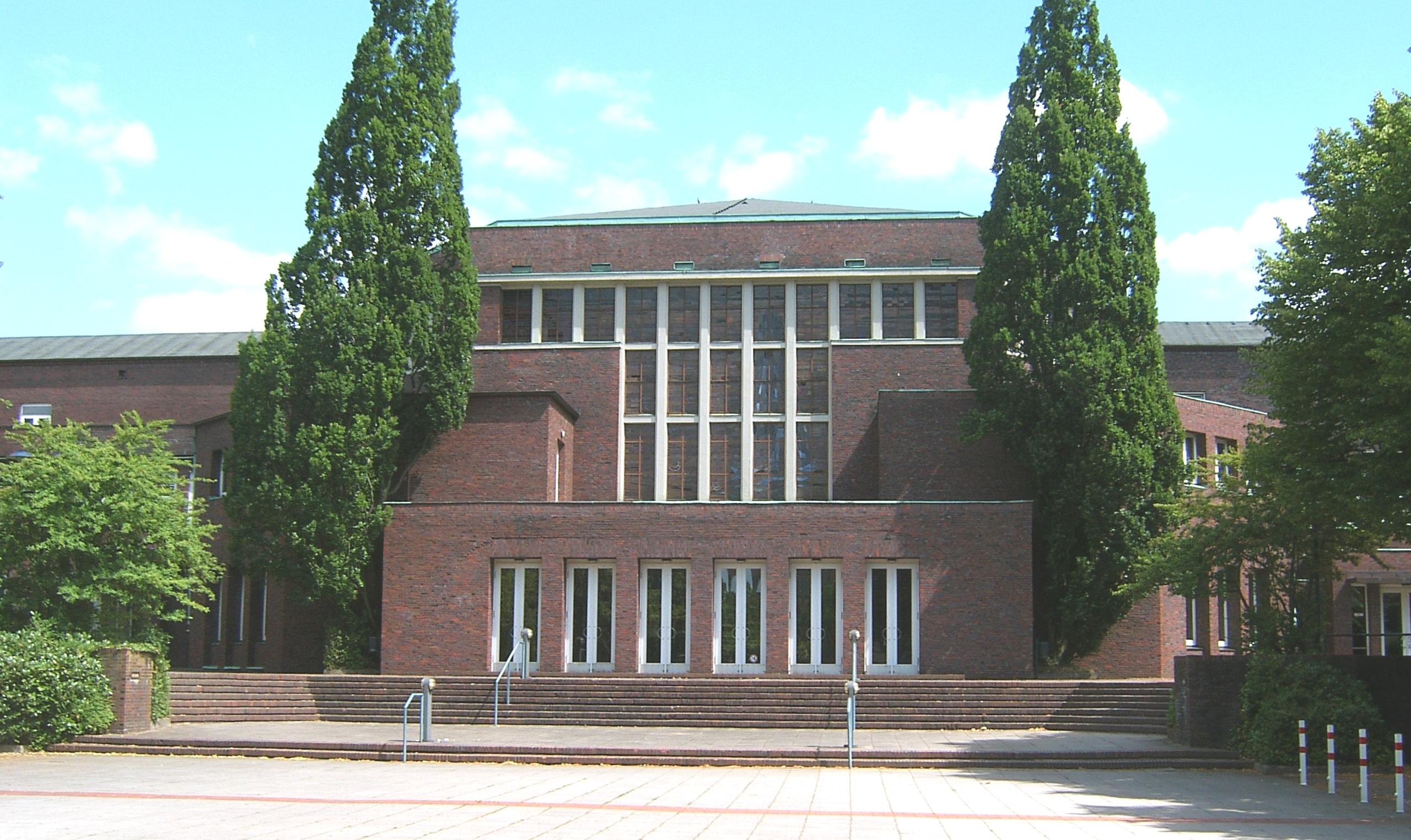
La séance a eu lieu au lycée Friedrich-Ebert-Halle à Hambourg qui est souvent utilisé comme studio d'enregistrement à cette époque.

Alfred Schacht, un avocat de formation, gérant de la firme d’édition musicale Aberbach, visite le Top Ten Club (en) pour y voir Tony Sheridan sachant que celui-ci compose des chansons. Il trouve que ce chanteur et guitariste anglais et son groupe accompagnateur valent le coup d’œil. De plus, Tommy Kent, nom de scène du jeune chanteur pop Guntram Kühbeck de l’écurie Polydor, a vu les Beatles sur scène et les a trouvé « amusant et talentueux ». Indépendamment, tous deux suggèrent à leur ami et collègue, le chef d'orchestre et producteur allemand Bert Kaempfert, d’aller les entendre. Celui-ci visitera ce club à plusieurs reprises.
Satisfait du talent de ces jeunes musiciens étrangers, Kaempfert invite donc Tony Sheridan et les Beatles à enregistrer quelques chansons. Lors de cette séance de juin 1961, cinq titres sont enregistrés avec Sheridan comme chanteur soliste et guitariste solo. À la suggestion du producteur, les Beatles enregistrent deux titres sans Sheridan : l'instrumental Beatle Bop et le standard Ain't She Sweet avec John Lennon comme chanteur soliste. Le groupe croit que ces deux morceaux seront rapidement publiés en 45 tours à leur nom mais il en sera autrement.

### Parution
Au moment où John Lennon et George Harrison signent un contrat de publication avec Tonika, la nouvelle maison d'édition d’Alfred Schacht, le titre Beatle Bop est changé à Cry for a Shadow. La chanson est publiée pour la première fois en janvier 1962, sur le super 45 tours français de Tony Sheridan intitulé Mister Twist complété des chansons traditionnelles The Saints, My Bonnie (sorties en single en Allemagne de l'Ouest l'année précédente au nom des Beat Brothers) et d'une composition de Sheridan intitulée Why. C'est donc la première composition des Beatles commercialisée sur disque, créditée à G. Harrisson [sic]-J. Lennon, neuf mois avant Love Me Do, publié en octobre 1962. Une photo de Sheridan, tenant sa guitare, assis sur une auto tamponneuse décorée de drapeaux français, prise par Astrid Kirchherr à l'automne 1961 au Heiligengeistfeld (de), orne la pochette. Seul le nom du chanteur y est indiqué; le nom des Beatles ou celui des Beat Brothers, n'apparaît ni sur la pochette ni sur l'étiquette. Paul McCartney, durant la première entrevue du groupe à la radio enregistrée le 27 octobre pour Radio Clatterbridge (en), fait référence à ce disque rarissime, qui est aujourd'hui une pièce de collection convoitée. Cry for a Shadow, avec le nom des Beatles mentionné pour la première fois, sort en E.P. en Allemagne de l'Ouest le 12 juillet 1963. Crédité à « Tony Sheridan with The Beatles », les mêmes quatre chansons que le maxi français y sont présentés mais dans un ordre différent.
Les enregistrements hambourgeois ne seront commercialisé à grande échelle que durant la crête de la Beatlemania. L'instrumental sort en single couplé à Why en face B le 28 février 1964 en Europe par Polydor,. MGM Records publie ce 45 tours le 27 mars suivant aux États-Unis mais cette fois avec les faces inversées. Cet instrumental est aussi publié en Amérique du Nord sur l'album The Beatles with Tony Sheridan and Their Guests (en) (E 4215) le 3 février 1964. Sur sa version stéréo, la chanson est créditée aux bons auteurs mais les arrangements sont erronément accordés à Tony Sheridan.
Les huit titres enregistrés par les Beatles avec Sheridan, dont Sweet Georgia Brown qui a été enregistré en 1962, sont aussi compilés sur des 33 tours publiés par Polydor : The Beatles' First ! paru en avril 1964 en Allemagne et ailleurs en Europe durant les années suivantes, Very Together en 1969 au Canada et In the Beginning (Circa 1960) l'année suivante aux États-Unis. Pour compléter ces albums, quatre titres enregistrés par Sheridan avec d'autres musiciens ont été ajoutés.
En 1970, Cry for a Shadow est éditée par Polydor en deux différentes versions stéréo de façon à lui donner une saveur dance pour des albums compilations promotionnels d'artistes variés publiés en Allemagne de l'Ouest. La première a été placée, en juin, sur l'album double Die Wilden 60er Jahre (« Les années ‘60 sauvages ») et la seconde en août dans le boîtier de six disques Wir Tanzen Eine Ganze Nacht (« Nous dansons toute la nuit ») sur le dernier disque intitulé Stars und Beat. Ces versions dites  « Medley » seront placées dans les collections Beatles Bop parue en 2001 et F1rst Recordings dix ans plus tard.
Cry for a Shadow est inclus sur la compilation Anthology 1 en 1995 avec My Bonnie et Ain't She Sweet.

#### Historique des publications
La chanson Cry for a Shadow est créditée simplement aux Beatles et notée comme étant une composition de Harrison - Lennon tandis que Why est créditée à The Beatles with Tony Sheridan sauf indications contraires.
En 45 tours
- janvier 1962 - Mister Twist (Super 45 tours) : When the Saints (Sheridan) /  Cry for a Shadow (G. Harrisson [sic] - J. Lennon) / My Bonnie (Sheridan - Bertie) / Why (Sheridan) (Polydor – 21 914) - crédité seulement à Tony Sheridan[20].
- 12 juillet 1963 (E.P.) - My Bonnie (Trad./Sheridan) / Cry for a Shadow / The Saints (Trad./Sheridan) / Why (Sheridan) (Polydor – EPH 21610) - crédité à Tony Sheridan with the Beatles [21].
- 28 février 1964 - Cry for a Shadow / Why (Sheridan) (Polydor – 52275)[22].
- 28 février 1964 - Cry for a Shadow / Why (Can't You Love Me Again) (Crompton/Sheridan) (Polydor – NH 52275) - la face B créditée à Tony Sheridan with The Beatles[23].
- 24 mars 1964 /  27 mars 1964 - Why (Sheridan - Crompton) / Cry for a Shadow (MGM – 13227) - les deux faces sont créditées à The Beatles with Tony Sheridan[24],[25],[26].

En 33 tours
Album de MGM Records.
- 3 février 1964 - The Beatles with Tony Sheridan and Their Guests (en) (E 4215), avec les quatre chansons tirées du maxi Mister Twist, deux chansons de Sheridan sans les Beatles et six pièces instrumentales d'un groupe de musiciens studio, The Titans (en)[27],[28].

Album compilation de Polydor avec des artistes variés.
- Let's do the Twist, Hully Gully, Slop, Surf, Locomotion, Monkey (SLPHM 237 622), sorti en février 1964, avec les quatre chansons tirées du maxi Mister Twist[29].
- Moto party (46907), sorti en 10 juillet 1964, avec les quatre mêmes chansons du disque précédent[30].
- Die Wilden 60er Jahre (2638 010), sorti en juin 1970 en version éditée (« Medley 1 »)[17].
- Wir Tanzen Eine Ganze Nacht (1117 022), sorti en août 1970 en version éditée (« Medley 2 »)[19].

Albums compilation de Polydor.
Ces albums ont la même tracklist; ils comprennent les huit titres enregistrés avec les Beatles complétés de quatre chansons de Sheridan avec d'autres musiciens.
- avril 1964 - The Beatles' First ! (LPHM 46 432)[31].
- 4 août 1967 - The Beatles' First (236 201)[32].
- 1er septembre 1969 - The Beatles' First (Polydor/Triumph 240011)[33].
- 12 novembre 1969 - Very Together (242.008)[34],[n 2].
- 4 mai 1970 - In the Beginning (Circa 1960) (24-4504)[35].

En 33 tours 25 cm
- 22 mai 1964 - Les Beatles (Polydor – 45 900) - Comprend les huit enregistrements effectués à Hambourg par les Beatles[36]. Sur l'étiquette du disque, Cry for a Shadow est toujours créditée à Harrisson [sic]-Lennon et Why qu'à Sheridan[37].

Sur CD
- The Early Tapes of the Beatles (Polydor – 550 0372) - sortie mondiale, le 10 décembre 1984. Réédition de The Beatles' First ! sur laquelle on rajoute deux autres enregistrements de Sheridan sans les Beatles[38].

- Anthology 1 (Apple – 7243 8 34445 2 6) - sortie mondiale, le 21 novembre 1995[39].

## Personnel
- George Harrison – guitare solo
- John Lennon – guitare rythmique
- Paul McCartney – basse, cris
- Pete Best – batterie (sans grosse caisse ni toms)[6]

- Bert Kaempfert – producteur
- Karl Hinze – ingénieur du son

## Reprises
- Le groupe Translator (en), de San Francisco[40], l'a publiée en single en 1983[41], chanson qui se retrouvera sur la réédition de 2007 de leur disque No Time Like Now[42] et dans leur compilation des meilleurs succès Everywhere That We Were: The Best Of Translator publiée en 1996[43].
- The Smithereens l'ont inclus sur leur album hommage B-Sides The Beatles (en) en 2008[44].